# 20. honvedski pehotni polk (Avstro-Ogrska)
Za druge 20. polke glejte 20. polk.
20. honvedski pehotni polk (izvirno nemško k.u. Landwehr Infanterie Regiment Nr. 20; dobesedno slovensko: Cesarsko-madžarski honvedski pehotni polk št. 20) je bil pehotni polk avstro-ogrskega Honveda.

## Zgodovina
Polk je bil ustanovljen leta 1886.

### Prva svetovna vojna
Polkovna narodnostna sestava leta 1914 je bila sledeča: 82% Madžarov in 18% drugih.

## Poveljniki polka
- 1914: Georg Ritter von Szypniewski[3]